# Parnac, Indre
Parnac là một xã ở tỉnh Indre khu vực trung bộ Pháp. Xã này có diện tích 46,75 km², dân số thời điểm năm 2016 là 503 người. Khu vực này có độ cao trung bình 244 mét trên mực nước biển.